# Walberberg

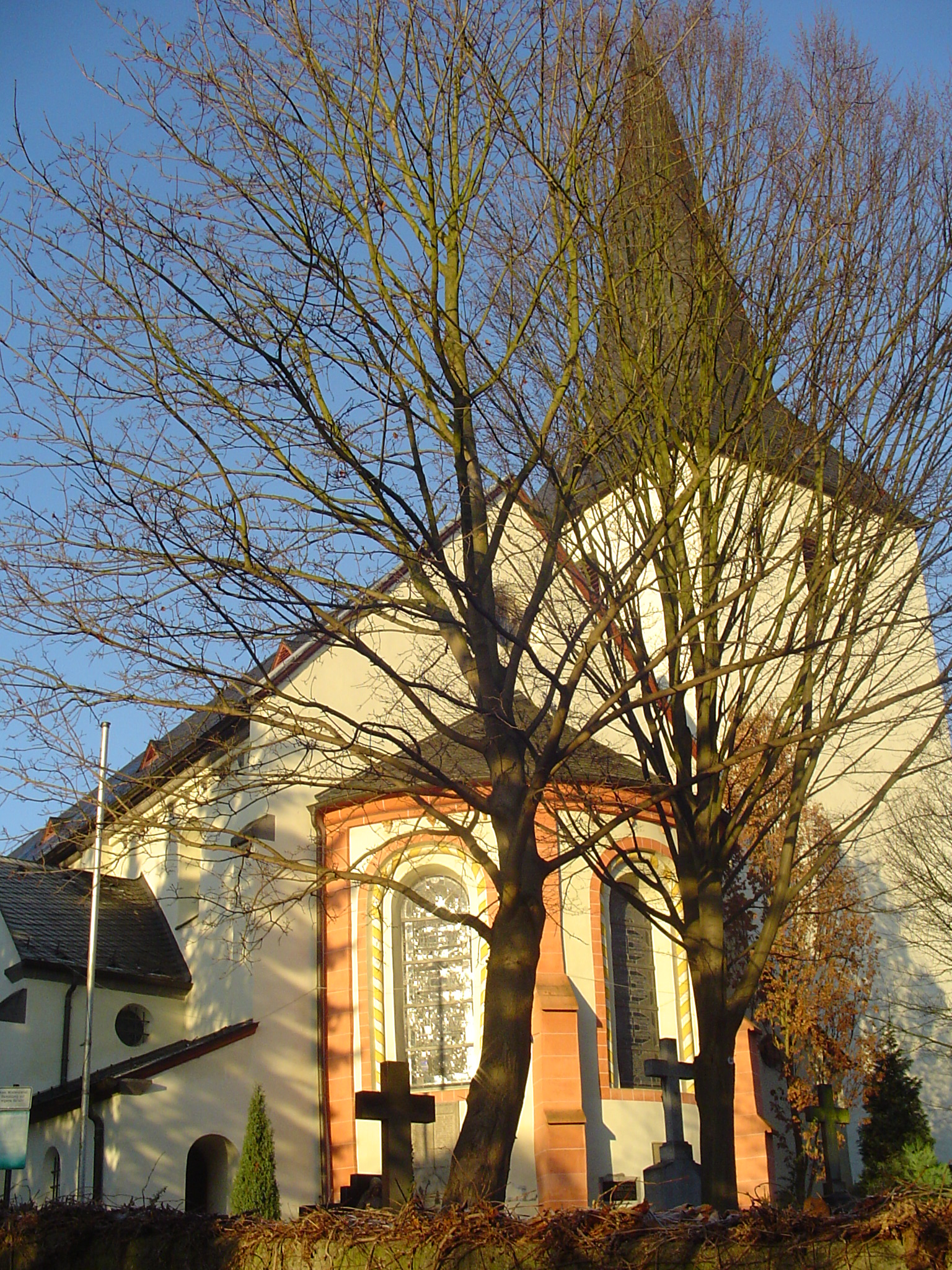
Kościół parafialny pw. św. Walburgi (St. Walburga) w Walberbergu

Walberberg – dzielnica miasta Bornheim w Niemczech, w kraju związkowym Nadrenia Północna-Westfalia, w rejencji Kolonia, w powiecie Rhein-Sieg. Leży pomiędzy Kolonią, a Bonn. Jest najbardziej na północny zachód wysuniętą dzielnicą miasta, graniczy z miastem Brühl.
1 sierpnia 1969 Walberberg został przyłączony do Bornheimu.

## Transport
Dzielnica leży przy autostradzie A553.